# Henric al II-lea cel Pios
Henric al II-lea supranumit cel Pios (în poloneză Henryk II Pobożny; n. 1192, Cracovia, Regatul Poloniei⁠(d) – d. 9 aprilie 1241, Legnickie Pole⁠(d), Voievodatul Silezia Inferioară, Polonia), aparținând familiei Piast, a fost Duce de Silezia în Wrocław, Duce de Cracovia și Mare Duce al Poloniei și Duce al Marii Polonii de Sud din 1238 până la moarte. Între anii 1238 – 1239 a fost regent al altor două ducate ale familiei Piast: Sandomierz și Opole-Raciborz din Silezia Superioară.

## Viața
Henric a fost fiul Marelui Duce Henric I cel Bărbos, conceput cu soția sa, Hedviga de Andechs, fiica Ducelui Berthold al IV-lea de Merania. A fost al doilea fiu al cupului ducal, însă curând a devenit cel mai mare copil al familiei atunci când Boleslav, primul copil născut, a murit în 1206. Șapte ani mai târziu (1213) la moartea fratelui său mai mic, Conrad cel Creț, la o vânătoare, Henric a rămas unicul moștenitor al Sileziei de Jos. În jurul anului 1218 tatăl său i-a aranjat căsătoria cu prințesa Ana, fiica Regelui Ottokar I de Boemia. Unirea cu dinastia regală Přemyslid i-a permis lui Henric al II-lea să participe activ la politica internațională.

### Moștenior al regiunii Wrocław și coregent alături de tatăl său
Henric I cel Bărbos își începuse rapid efortuile de a-l desemna pe singurul său fiu supraviețuitor, ca moștenitor al patrimoniului său, iar din 1222, tânărul prinț a început să semneze documente împreună cu tatăl său. În 1227, în timpul unei întâlniri al ducilor Piast la Gąsawa, Henric I și Marele Duce Leszek I cel Alb, au fost prinși într-o ambuscadă în urma căreia, Henric a fost grav rănit și Leszek a fost ucis. A doua încercare a avut loc doi ani mai târziu, atunci când Henric I a fost capturat de către ducele Conrad I de Masovia. În timpul acestor regențe, performanța lui Henric al II-lea a fost perfectă, datorită primilor ani când tatăl său l-a însărcinat cu acest tip de responsabilitate. Între anii 1229-1230, regentul a condus o expediție militară, în scopul de a recupera și de a asigura posesia regiunii Lubusz, iar în 1233-1234, Henric a sprijinit în mod activ afacerile tatălui său din Prusia și Polonia Mare. Intensificarea și strânsa cooperare cu tatăl său, a dus la nominalizarea oficială a lui Henric în calitate de co-guvernator alături de tatăl său în 1234. La scurt timp după aceea, a avut loc o separare formală a puterilor: Henric I a fost numit Duce de Cracovia și Silezia, și Henric al II-lea a fost Duce de Silezia și Polonia Mare. Cu toaate acestea, pentru a domni singur a trebui să aștepte până la moartea lui Henric I în 19 martie 1238.

### Singurul conducător
Deși în momentul morții tatălui său, Henric al II-lea avea vârsta de 40 de ani, el a intrat în posesia moștenirii sale cu unele complicații. Primul imprediment a fost problema succesiunii. Autoritatea puternică a Marelui Duce Henric I îi putea asigura linia ereditară doar peste Silezia de Jos. Sudul Poloniei Mari și provincia Seniorată din Cracovia trebuiau conduse la alegere dintre căpateniile membrilor Piast, deși a existat un testament al fostului Mare Duce, Vladislav al III-lea Picioare Groase , prin care îi lăsase toate terenurile sale lui Henric I. Cu toate acestea, voința a fost ignorată de către ducele Conrad de Masovia și de nepotul lui Vladislav al III-lea, Vladislav Odonic.
În cazul ducatelor Sandomierz și Opole-Raciborz din Silezia Superioară, Henric a putut păstra autoritatea sa ca regent în timpul minorității conducătorilor Mieszko al II-lea cel Gras și Boleslav al V-lea cel Sfios. Un an mai târziu (1239), Henric a fost obligat să predea regența, deși a rămas în relații bune cu Ducele de Opole și Ducele de Sandomierz, și de asemenea, a reușit să-și păstreze regiunile din Polonia Mare, Kalisz și Wieluń.
Situația în nord-vest a fost mult mai complicată: Margraful Otto al III-lea de Brandenburg, folosind moartea lui Henric I ca pretext, a preluat cea mai importantă cetate poloneză la Santok și a asediat regiunea Lubusz. Henric al II-lea a moștenit, de asemenea, de la tatăl său, disputele cu Conrad de Masovia, cu Vladislav Odonic și cu Biserica, conduși de Pełka, Arhiepiscop de Gniezno, care pretindea beneficiile promise de Henric I. Din fericire pentru Henric al II-lea, situația s-a schimbat în mod neașteptat, după moartea lui Odonic din 5 iunie 1239, lăsând doi fii minori: Przemysl I și Boleslav cel Pios. În aceste condiții, Ducele de Silezia a preluat majoritatea bunurilor lui Odonic (inclusiv Gniezno), lăsându-le fiilor lui Odonic regiunile Nakło nad Notecią și Ujście.
Următoarele mișcări ale lui Henric al II-lea au fost periculoase: a ambandonat alianța tradițională a familiei sale cu Casa Imperială de Hohenstaufen și l-a susținut pe Papa Grigore al IX-lea, care a terminat imediat disputele sale cu Biserica. Apoi, pentru a pune capăt conflictelor sale Conrad de Masovia, Henric a aranjat căsătoriile celor două fiice ale sale cu doi dintre fii lui Conrad: cea mai mare, Gertrude a fost căsătorita cu Boleslav și cea de-a doua, Constance, cu Cazmir I de Kuyavia. În 1239, Henric al II-lea a pierdut fortăreața Santok, care a fost ocupată de Brandenburg după înfrângerea sa în Bătălia de la Lubusz.

### Invazia mongolă. Bătălia de la Legnica
Părea că cele mai dificile vremuri pentru Henric luaseră sfârșit, însă cel mai mare rău abia acum avea să vină. În Orient, un nou adversar periculos și-a făcut apariția: mongolii, sub conducerea lui Batu Khan, care, după invazia de la Rus și-a ales următoarea țintă Regatul Ungariei. Batu Khan dorea ca înainte de bătălia cu Regatul Ungariei, să preia controlul asupra Poloniei. În ianuarie 1241, Batu a trimis câteva trupe în Lublin și Zawichost, dar invazia reală, a fost lansată o lună mai târziu, cu o armata de 10 000 de oameni sub conducerea lui Orda. În Polonia Mică, mongolii nu au avut nici un adversar egal, omorând aproape toți nobilii din Cracovia și Sandomierz, în Bătălia de la Tursko (13 februarie) și în Bătăliile de la Tarczek și Chmielnik (18 martie), iar printre victimele sale au fost: voievodul de Cracovia, Włodzimierz și castelanul Clement de Brzeźnica. După toate acestea, Polonia Mică, inclusiv Cracovia și Sandomierz, au fost în mâinile mongolilor.
Henric nu a așteptat ajutorul promis de conducătorii din vest și a început să-și concentreze trupele supraviețuitoare din Polonia Mică și din Polonia Mare în Liegnitz. Conducătorii din Europa, mai mult interesați în luptele dintre Imperiu și Papalitate, au ignorat cererile de ajutor ale lui Henric. Singurele trupe străine care s-au alăturat au fost cele ale regelui Wenceslau I din Boemia și forțele combinate ale unor cavaleri templieri francezi. Bătălia de la Liegnitz, în care Henric a fost înfrânt și ucis, a avut loc pe 9 aprilie 1241.
Înfrângerea i-a învinuit pe monarhii europeni, mai ales pe împăratul Frederic al II-lea și pe regele Béla al IV-lea al Ungariei, care au refuzat să ajute, și pe evadarea neașteptată și umilitoare al vărului său Mieszko al II-lea cel Gras, care a fost păcălit de mongoli să se retragă în momentul decisiv al bătăliei. 
Sunt două descrieri ale morții lui Henric: una prezentată de către Jan Długosz (azi fiind considerată o variantă dubioasă) și cea de-a doua de către C de Brigia în Historii Tartatorum, care, pe baza rapoartelor de la martorii direcți, este considerată a fi cea mai fiabilă. Din fericire pentru Polonia, mongolii nu au avut intenția de a ocupa țara, deoarece la scurt timp după aceea s-au dus prin Moravia, spre Ungaria. Corpul gol și capul decapitat al lui Henric a putut fi identificat doar de soția sa, datorită unui defect anatomic unic: la piciorul stâng, el a avut șase degete, variantă care a fost confirmată la deschiderea mormântului său din 1832. Henric a fost îngropat în cripta bisericii Franciscane al Sfinților Cincent și Jacob, în  Wroclaw.
În ciuda guvernării sale de numai trei ani, Henric a rămas în memoria Sileziei, Poloniei Mari și Cracoviei, ca un cavaler creștin perfect, a cărui carieră strălucită a fost oprită de moartea sa timpurie. La moartea sa, Linia Silezia-Piast s-a ramnificat: ducele de Silezia (cu excepția nepotului lui Henric, Henric al IV-lea cel Drept) nu a mai putut guverna Polonia ca Mare Duce, și ulterior, a ajuns sub influența regatului vecin, Boemia.

## Căsătoria și copiii
În 1218 Henric s-a căsătorit cu Anna, fiica regelui Ottokar I al Boemiei. Cei doi au avut zece copii:
- Gertruda (1218/1220 – 23/30 aprilie 1247), s-a căsătorit în 1232 cu Boleslav I de Mazovia;
- Constance (1221 – 21 februarie 1257), s-a căsătorit în 1230 cu Cazimir I de Kuyavia;
- Boleslav al II-lea Rogatka (1220/1225 – 25/31 decebrie 1278);
- Mieszko (1223/1227 – 1242);
- Henric al III-lea cel Alb (1227/1230 – 3 decembrie 1266);
- Conrad (1228/1231 – 6 august 1274);
- Elisabeta (1232 – 16 ianuarie 1265), s-a căsătorit în 1244 cu  Przemysł al Poloniei Mari;
- Agnes (1237 – 27 aprilie 1270), stareță la Mănăstirea St. Clara în Trebnitz;
- Vladislav (1237 – 27 aprilie 1270), cancelar al Boemiei (1256), episcop de Passau (1265) și arhiepiscop de Salzburg (1265 – 1270);
- Hedviga (1238/1241 – 3 aprilie 1318), stareță la Mănăstirea St. Clara din Wrocław.